# Асклепіад Фліунтський
Асклепіад Фліунтський (дав.-гр. Ἀσκληπιάδης; близько 350 до н. е. — бл. 270 до н. е.) — давньогрецький філософ, один із засновників Ерітрійської школи.

## Життєпис
Народився у м.Фліунт приблизно у 250 році до н. е. Замолоду товаришував з Менедемом Ерітрійським (порівнювали їх дружбу з дружбою Ореста й Пілада). Разом вони навчалися у Стільпона в Мегарах. Згодом перебралися до Еліди, де стали учнями Федона. Після цього деякий час мешкали в Афінах, доки не перебралися до Еретрії на о. Евбея. Тут у 300 році до н. е. заснували філософську школу, яка отримала назву Еретрійської. Помер Асклепіад у 270 році до н. е.

## Філософія
Розробляв засади Еретрійської школи разом з другом Менедемом. Питання переважно торкалися діалектики та етики. Ключовим елементом є поняття «добро».